# 6107 Osterbrock
6107 Osterbrock è un asteroide della fascia principale. Scoperto nel 1948, presenta un'orbita caratterizzata da un semiasse maggiore pari a 1,8655980 UA e da un'eccentricità di 0,0827751, inclinata di 26,22068° rispetto all'eclittica.
L'asteroide è dedicato all'astronomo statunitense Donald Edward Osterbrock.